# Giovanni Pellielo
Giovanni Pellielo (n. 11 ianuarie 1970, Vercelli, Piemont, Italia) este un trăgător de tir ce a reprezentat Italia, medaliat olimpic. A participat la 7 ediții ale Jocurilor Olimpice (1992, 1996, 2000, 2004, 2008, 2012, 2016) în care a câștigat 3 medalii de argint și o medalie de bronz.